# Андерсон, Джон, 3-й виконт Уэверли
Джон Десмонд Форбс Андерсон, 3-й виконт Уэверли (англ. John Desmond Forbes Anderson, 3rd Viscount Waverley; родился 31 октября 1949 года) — британский пэр.

## Биография
Родился 31 октября 1949 года. Единственный сын Дэвида Андерсона, 2-го виконта Уэверли (1911—1990), и его жены Лорны Миртл Энн Ледгервуд (? — 2013). Он получил образование в Малверн-колледже, Малверн, Вустершир.
21 февраля 1990 года после смерти своего отца Джон Андерсон унаследовал титул 3-го виконта Уэверли и стал членом Палаты лордов Великорбитании. Он является одним из девяноста наследственных пэров в Палате лордов, избранных остаться после принятия Закона Палаты лордов 1999 года, сидя в качестве беспартийного.
Он проявляет особый интерес к центральноазиатским республикам: Казахстан, Узбекистан, Туркменистан, Кыргызстан и Таджикистан, а также работает консультантом Ближневосточной консолидированной контрактной компании (CCC). Он был удостоен звания вождя йоруба в Нигерии и получил государственные награды Казахстана, Кыргызстана и Колумбии.
Лорд Уэверли создал веб-сайт Parliament Revealed, чтобы объяснить работу парламента Великобритании.
Лорд Уэверли был дважды женат. В 1969 году его первой женой стала Энн Сюзетт Дэвидсон, брак с которой был бездетным. 4 января 1994 года он женился вторым браком на докторе Урсуле Хелен Барроу, от брака с которой у него есть один сын:
- Достопочтенный Форбс Аластер Руперт Андерсон (род. 15 февраля 1996).